# キリストの荊冠 (カラヴァッジョ、ウィーン)
『キリストの荊冠』（キリストのけいかん、独: Dornenkrönung Christi、英: The Coronation with Thorns）は、イタリアのバロック期の巨匠、ミケランジェロ・メリージ・ダ・カラヴァッジョがキャンバス上に油彩で制作した絵画で、おそらく1601-1603年ごろに描かれた。1809年にローマでオーストリア帝国大使であったルードヴィヒ・フォン・レブツェルテルン (Ludwig von Lebzeltern) 男爵によって購入され、1816年にウィーンにもたらされた。作品は現在、美術史美術館に所蔵されている。

## 背景
カラヴァッジョの伝記作家ジョヴァンニ・ピエトロ・ベッローリによると、『キリストの荊冠』は、『聖トマスの不信』 (1601-1602年、サン・スーシ宮殿、ポツダム) とともにカラヴァッジョのパトロンであったヴィンチェンツォ・ジュスティニアーニのために制作された。1638年のジュスティニアーニの死後の目録にも、1793年のジュスティニアーニ宮の目録にも、カラヴァッジョの『茨の冠』の記載があり、これが本作にほかならないとされてきた。その一方で、オリジナルは失われたとし、本作をローマないしナポリの画家の手になる複製と考える見解もあり、異論がないわけでもなかった。しかし、2001年に公表された新研究によって、上述のルードヴィヒ・フォン・レブツェルテルンがフランツ2世のために本作を購入したことが明らかになった。かくして、来歴が確認された本作は、疑いのないカラヴァッジョの作品として広く認められるようになったのである。

## 作品
「マタイによる福音書」 (27章31) などによると、磔刑の前に、権威を有していると主張するイエス・キリストは集合した兵士たちの前に裸にされてから、赤いマントを着せられ、茨の冠を被せられるとともに笏 (しゃく) に見立てた葦の棒を持たされる。そして、「ユダヤ人の王、万歳」などと嘲弄され、唾を吐きかけられたり、葦の棒で叩かれたりした。

カラヴァッジョ『聖トマスの不信』 (1601-1602年、サン・スーシ宮殿、ポツダム

カラヴァッジョは『聖トマスの不信』と同じように、物語の主人公にぐっと近づき、一条の光が射す以外何もない空間の中でドラマを演出している。茨の冠を被せられたキリストの頭を小突く2人の男と、それを指示する鎧を着た兵士の顔は隠れたり、陰になったりしており、明確な感情を読み取ることはできない。一方、キリストは静かな眼差しで現実を離れ、神の定めについて考えを巡らせている。

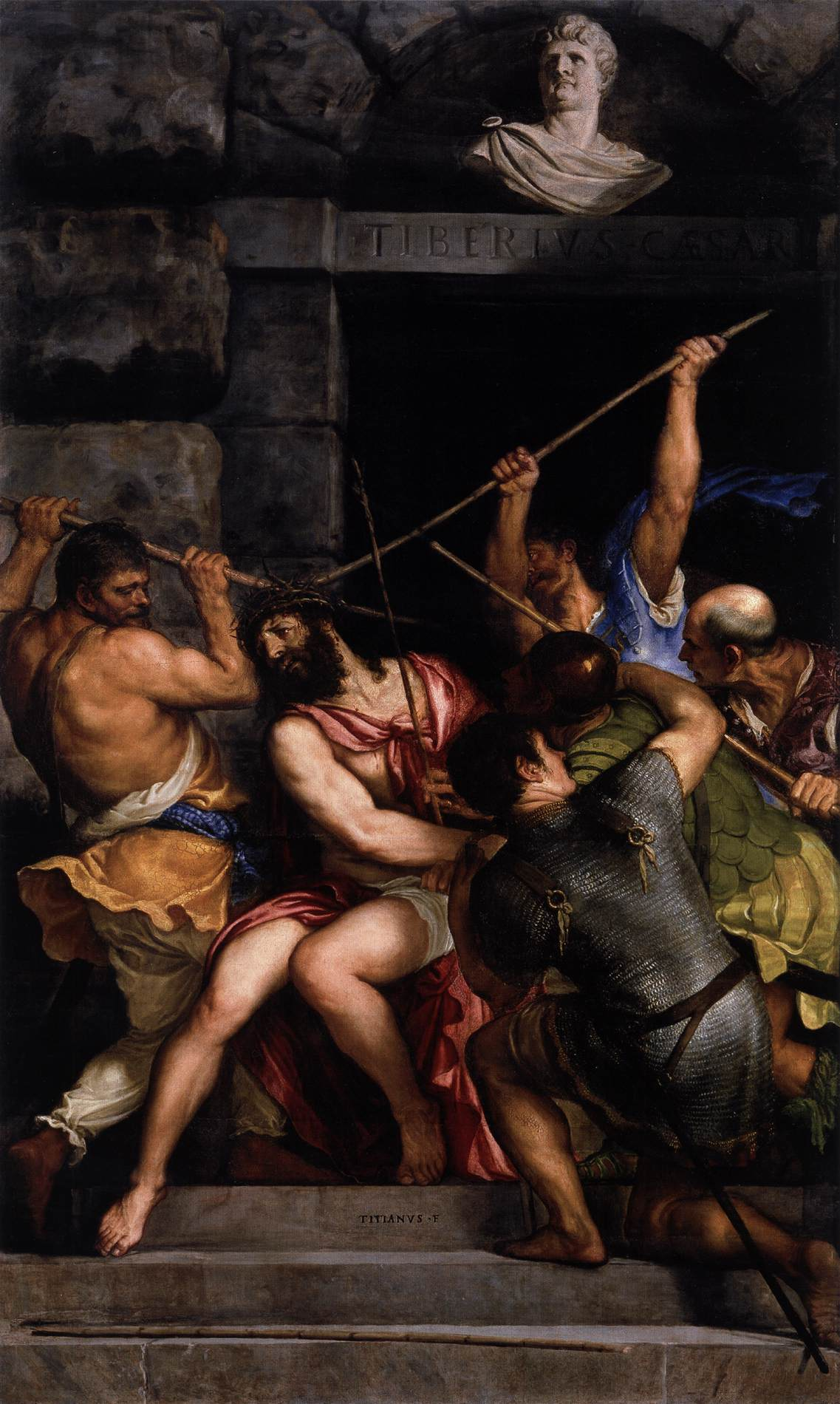
ティツィアーノ『荊冠のキリスト』 (1541-1544年)、ルーヴル美術館、パリ

1638年の目録の記載から、作品はドアの上に飾られていたことがわかるが、実際、視点が低く設定され、下から見上げたように描かれている。初めから配置される場所を想定して描かれたのかもしれない。
この絵画を描く際、カラヴァッジョの念頭にティツィアーノの『荊冠のキリスト』 (ルーヴル美術館、パリ) があったことは間違いない。ティツィアーノの作品は本来、サンタ・マリア・デッレ・グラツィエ教会 (ミラノ) のサンタ・コローナ礼拝堂にあったもので、「ティツィアーノの弟子」であったミラノの画家シモーネ・ペテルツァーノのもとで修業をしたカラヴァッジョが、この作品を十分に研究したことは疑いえない。実際に、葦の棒を両手で持ってキリストの後頭部を小突く2人の男が登場する点で、カラヴァッジョとティツィアーノの作品の基本的な枠組みは類似している。しかし、ティツィアーノは画面上部にローマ皇帝ティべリウスの像を配置し、キリストの受難が皇帝の時代に起こったという歴史的事実を示している。一方、カラヴァッジョは中央部分を大胆にズームアップし、何もない空間に迫真の人物像を描いて出来事を表現している。かくして、ティツィアーノとは異なり、カラヴァッジョは出来事が今この時に目の前で起こっているように描いたのである。